# Галоп (танец)
Галоп (нем. Galopp, фр. Galop) — европейский танец, пик популярности которого пришелся на первую половину XIX века. В дореволюционных источниках упоминается также под названием «галопад».
Чрезвычайно динамичен. Размер — 2/4. Мелодия состоит из четвертей или восьмых. Бас отбивает обе четверти в такте, средние голоса исполняют аккомпанемент аккордами на второй и четвёртой восьмой.

Состоит из нескольких частей — от двух до четырёх, из которых каждая пишется в коленном складе; в конце сочинения бывает кода. Галоп — танец немецкого происхождения и в начале XIX столетия получил большое распространение во Франции.
Характерностью и изяществом отличаются галопы И. Штрауса; художественную обработку галоп получил у Обера в опере «Маскарад» и у Ф. Листа в фортепианной пьесе «Galop chromatique». В германоязычном мире до настоящего времени популярен галоп для ксилофона «Воспоминание о цирке Ренца» Густава Петера. Также известен «Цирковой галоп» Марка-Андре Амлена, чрезвычайно сложный для исполнения.